# Acacia adunca
Acacia adunca är en ärtväxtart som beskrevs av George Don jr. Acacia adunca ingår i släktet akacior, och familjen ärtväxter. Inga underarter finns listade i Catalogue of Life.